# Ligne de Vichy à Riom
La ligne de Vichy à Riom est une ligne ferroviaire française électrifiée à écartement standard et à double voie de la région Auvergne-Rhône-Alpes. Située dans les départements français de l'Allier et du Puy-de-Dôme, elle a été construite tardivement (1931). Sa mise en service a permis aux trains assurant la relation entre Paris-Lyon et Clermont-Ferrand de desservir la gare de Vichy alors qu'auparavant ils empruntaient la ligne historique via Gannat. La distance via Vichy est sensiblement la même que par Gannat (le gain est de 51 m).
Elle constitue la ligne 787 000 du réseau ferré national.

## Historique
La concession de la ligne est accordée à la Compagnie des chemins de fer de Paris à Lyon et à la Méditerranée par une convention signée entre la compagnie et le ministre des Travaux publics le 7 juillet 1905. Cette convention est approuvée par une loi le 27 avril 1906. La ligne est déclarée d’utilité publique par une loi à cette même date.
La crise économique a retardé l'exécution des travaux.
La ligne a été mise en service le 1er juillet 1931. Elle permet de « canaliser les express diurnes Paris – Clermont – Nîmes » et « Lyon – Clermont » desservant Vichy ; en revanche, les trains de nuit continuent à passer par Gannat.
Aussitôt la ligne ouverte, la gare de Vichy s'ouvre vers le sud et la compagnie PLM crée une liaison vers Marseille via Nîmes. Cette même compagnie lance en 1934 une liaison par autorail Bugatti permettant de relier Paris et Clermont-Ferrand en moins de cinq heures, grâce à une vitesse de pointe de 130 à 135 km/h, alors que les trains à vapeur ne pouvaient dépasser 120 km/h.
Dans les années 1970, les trains Paris – Clermont-Ferrand sont assurés par des CC 72000. La vitesse limite est portée à 140 km/h entre Ennezat-Clerlande et Riom, puis en 1976 à 160 km/h.

## Caractéristiques

### Tracé et profil
La ligne quitte la gare de Vichy en direction du sud. Elle se sépare de la ligne de Saint-Germain-des-Fossés à Darsac puis oblique vers le sud-ouest et franchit un court tunnel puis l'Allier par un viaduc. Elle atteint la plaine de Limagne grâce à une longue rampe ainsi qu'un tunnel de 823 mètres. Elle rejoint la ligne de Saint-Germain-des-Fossés à Nîmes-Courbessac et atteint alors la gare de Riom - Châtel-Guyon par le troisième quai.
Le profil est très moyen avec une longue rampe de 11 ‰ sur 9 km pour accéder au tunnel de Randan. Le rayon des courbes qui varie de 600 à 900 m limite la vitesse des trains les plus rapides à 130, voire 120 km/h à Randan.

### Infrastructure
Initialement prévue pour une seule voie (hors ouvrages d'art et souterrain de Randan), la ligne a été construite à double voie. Elle a été électrifiée en 25 kV 50 Hz au titre du projet de Moret à Clermont-Ferrand ; les installations ont été mises en service le 25 mars 1990.
Elle a d'abord été équipée du block manuel PLM no 3 à son ouverture, puis du block automatique lumineux (BAL) depuis 1986. Elle est en outre équipée du contrôle de vitesse par balises (KVB) et de la radio sol-train sans transmission de données.
Dans le cadre de la modernisation de l'axe Paris – Clermont-Ferrand, des installations permanentes de contre-sens pourraient être ajoutées après 2025, pour un coût de 40 millions d'euros (valeur 2018).

### Ouvrages d'art

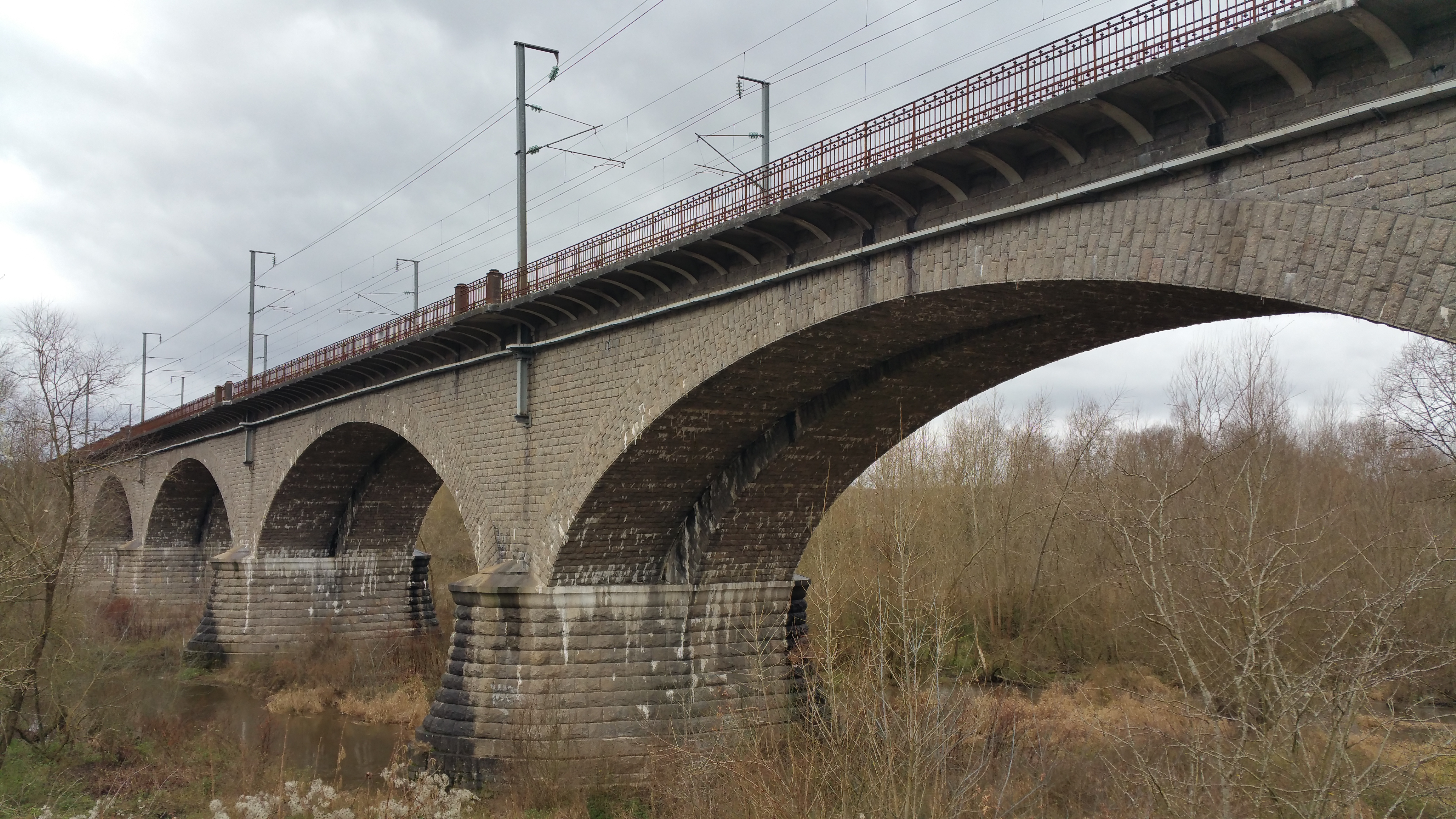
Viaduc d'Abrest vu depuis la rive droite (Abrest) avec la passerelle piétons en surplomb.

Il existe un seul viaduc notable, celui d'Abrest sur l'Allier peu après Vichy. Il est réalisé en maçonnerie avec sept arches de 33 m d'ouverture. Cette voie coexiste avec une passerelle pour piétons reliant Abrest à Hauterive. Le viaduc passe au-dessus de la ligne à voie unique de Saint-Germain-des-Fossés à Darsac.
Deux tunnels ont été construits :
- l'un, situé à Abrest, long de 98 m, passant sous le bourg ;
- l'autre, situé peu avant la gare de Randan, long de 823 m.

### Passages à niveau
La ligne compte encore quelques passages à niveau coupant des voies communales ou des routes départementales.
Les passages à niveau (PN) nos 5 et 6, situés sur la commune de Randan, ont été supprimés par arrêté préfectoral du 19 décembre 2014, n'ayant plus d'utilité depuis plusieurs décennies.
Le schéma directeur de la ligne Paris – Clermont-Ferrand, présenté en 2018, prévoit la suppression de passages à niveau entre Randan et Riom, à l'horizon 2030, pour un coût de 48 millions d'euros (valeur 2018).

### Vitesses limites
Sur l'ensemble de la ligne, les trains ne dépassent pas 160 km/h, que ce soient avec les AGC ou V 200,.
Ainsi, entre Vichy et le PK 373,0 (deux kilomètres en aval de Saint-Sylvestre-Pragoulin), les trains ne dépassent pas 120 km/h (100 dans la zone de Vichy), 130 km/h entre les PK 373,0 et 386,1 (près de la gare de Saint-Clément-de-Régnat, avec une zone à 120 km/h près de la gare de Randan) et 160 km/h jusqu'à Clermont-Ferrand (avec une zone à 90 km/h à l'approche de Riom),.
Dans le cadre de l'amélioration de la ligne du Bourbonnais, des travaux effectués en 2016 (troisième tranche) permettent des relèvements de vitesse entre Vichy et Randan afin de porter la vitesse limite de 120 à 130 (sur 3,7 km) ou 150 km/h (sur 6,3 km),. Ces travaux de relèvement de vitesse sont financés à hauteur de 19 millions d'euros.

## Superstructure
Le long de la ligne, il existe sept gares intermédiaires. Les bâtiments, tout comme les maisons de gares des passages à niveau, sont de type PLM à architecture néorégionale à l'exemple des gares de la ligne de Nice à Breil-sur-Roya.
À la naissance de la SNCF, ces gares intermédiaires ont fermé, « victimes de leur trop faible fréquentation », à l'exception de celle de Randan ; cette dernière ayant aussi fermé (entre fin 1969 et septembre 1972 ; elle figurait encore au Chaix du service d'été 1969), aucune gare n'est donc ouverte au service des voyageurs.
| Gare                      | PK      | Coordonnées géographiques   | Commune                   | État                                                     |
| ------------------------- | ------- | --------------------------- | ------------------------- | -------------------------------------------------------- |
| Vichy                     | 364,929 | 46° 07′ 35″ N, 3° 25′ 50″ E | Vichy                     | Gare ouverte : utilisée par les trains de voyageurs SNCF |
| Hauterive                 | 369,444 | 46° 05′ 19″ N, 3° 26′ 20″ E | Hauterive                 | construite en 1924 - habitée                             |
| Saint-Sylvestre-Pragoulin | 374,826 | 46° 02′ 51″ N, 3° 24′ 29″ E | Saint-Sylvestre-Pragoulin | fermée                                                   |
| Randan                    | 380,376 | 46° 00′ 35″ N, 3° 21′ 43″ E | Randan                    | fermée, BV vandalisé                                     |
| Saint-Clément-de-Régnat   | 386,162 | 45° 59′ 07″ N, 3° 18′ 34″ E | Saint-Clément-de-Régnat   |                                                          |
| Thuret                    | 390,826 | 45° 57′ 56″ N, 3° 15′ 40″ E | Thuret                    | fermée, BV vandalisé                                     |
| Surat                     | 393,809 | 45° 56′ 27″ N, 3° 14′ 25″ E | Surat                     | détruite                                                 |
| Ennezat - Clerlande       | 397,137 | 45° 54′ 58″ N, 3° 13′ 01″ E | Ennezat                   | Desserte de l'usine Limagrain - BV vandalisé             |
| Riom - Châtel-Guyon       | 405,511 | 45° 53′ 24″ N, 3° 07′ 15″ E | Riom                      | Gare ouverte : utilisée par les trains de voyageurs SNCF |

## Exploitation
Lors de sa mise en service en 1931, la ligne de Vichy à Riom va permettre la desserte des trains diurnes de la relation Paris – Clermont-Ferrand – Nîmes et Lyon – Clermont-Ferrand par Vichy ; les trains de nuit de Paris à Nîmes et à Langeac, ainsi que les convois de marchandises, continuent de transiter par Gannat du fait du profil de la voie, surtout en amont de Randan en direction de Clermont-Ferrand, nécessitant « un renfort de traction ».
En 2023, circulent :
- les trains Intercités de la relation Paris – Clermont-Ferrand ;
- les TER Auvergne-Rhône-Alpes reliant Moulins, Saint-Germain-des-Fossés ou Lyon-Perrache au nord et Clermont-Ferrand au sud (voire au-delà) ;
- des trains de marchandises.

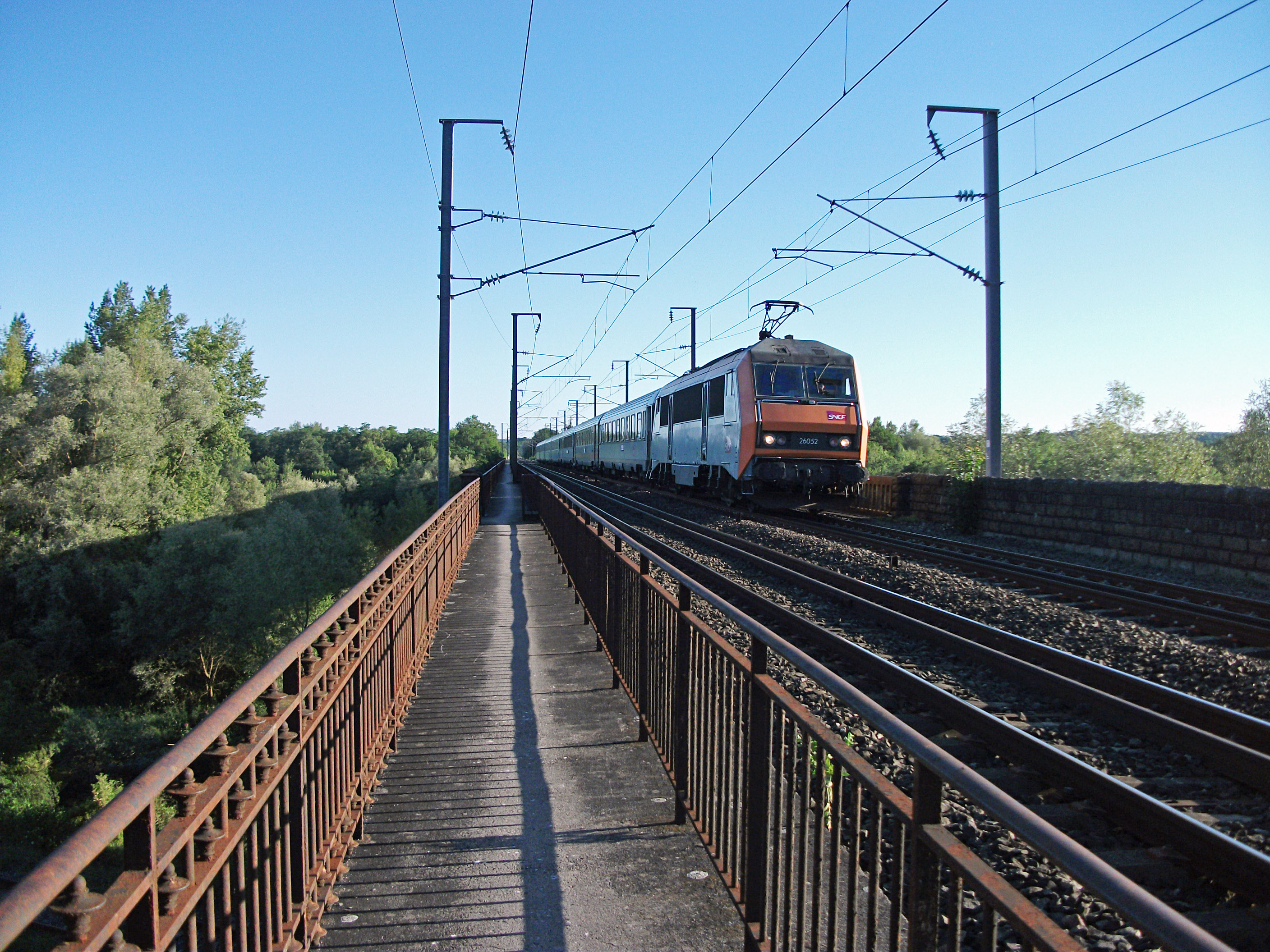
BB 26052 sur un train Intercités franchissant le viaduc d'Abrest, en 2014.
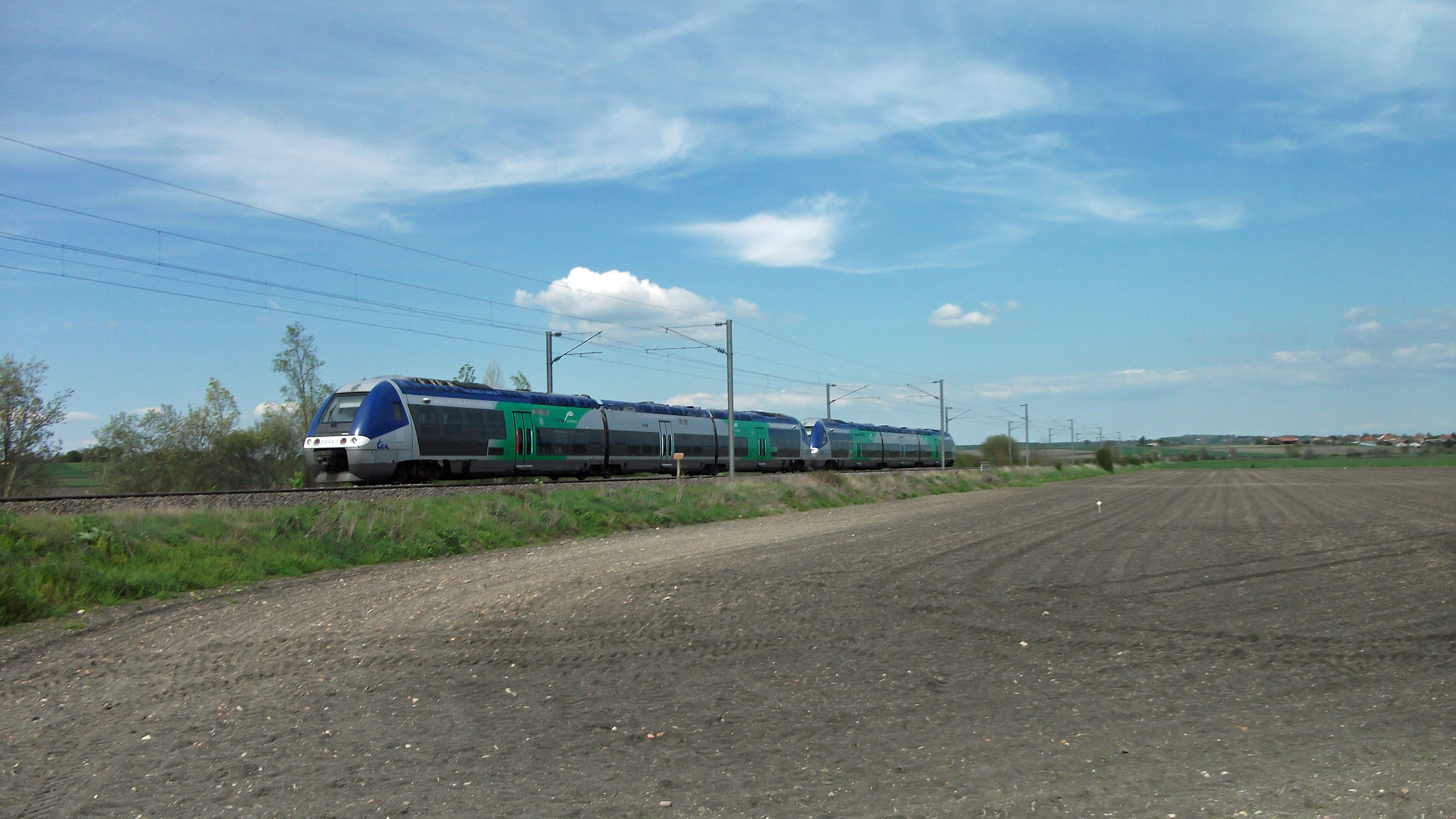
UM2 de X 76500 assurant un TER Vic-le-Comte – Moulins, près du PN no 14 à Saint-Clément-de-Régnat, en 2016.